# 1. Fußball-Club Nürnberg VfL
El 1. Fußball-Club Nürnberg - Verein für Leibesübungen, o simplement 1. F.C. Nürnberg VfL, és un club de futbol alemany de la ciutat de Nuremberg.

## Història
El club va ser fundat el 1900. Un dels grans dels inicis del futbol alemany, durant els any vint va guanyar cinc campionats alemanys, fet que va fer que el club rebés el sobrenom de Der Club, que vol dir simplement el club. Entre 1918 i 1922 el club va mantenir la sensacional sèrie de 104 partits imbatut. Després d'aquesta època daurada, el club mantingué bons resultats durant els anys 30 i 40 amb quatre nous campionats entre lliga i copa. Els darrers títols de gran nivell els aconseguí als anys seixanta. Des d'aleshores, tot i ser un habitual a la primera divisió alemanya, s'ha mantingut a un segon nivell en comparació a altres clubs.
Entre d'altres, disposa de seccions de boxa, handbol, hoquei, patinatge, natació i tennis.

## Palmarès
- 9 Lliga alemanya de futbol: 1920, 1921, 1924, 1925, 1927, 1936, 1948, 1961, 1968.
- 4 Copa alemanya de futbol: 1935, 1939, 1962, 2007.
- 7 Campionat d'Alemanya del Sud: 1916, 1918, 1920, 1921, 1924, 1927, 1929.
- 1 Campionat de Baviera: 1907.

## Jugadors

### Plantilla 2024-2025
A 4 febrer 2025
| N. | Pos. | Nac. | Jugador                                 |
| -- | ---- | --- | --------------------------------------- |
| 1  | POR  | [[Fitxer:Flag of Germany.svg\|23x15px\|border \|alt=Alemanya\|link=Selecció de futbol d'Alemanya\|{{#if:\|]]    | Jan Reichert                            |
| 2  | DEF  | [[Fitxer:Flag of Denmark.svg\|23x15px\|border \|alt=Dinamarca\|link=Selecció de futbol de Dinamarca\|{{#if:\|]] | Oliver Villadsen                        |
| 3  | DEF  | [[Fitxer:Flag of Brazil.svg\|23x15px\|border \|alt=Brasil\|link=Selecció de futbol del Brasil\|{{#if:\|]]       | Danilo Soares                           |
| 4  | DEF  | [[Fitxer:Flag of Germany.svg\|23x15px\|border \|alt=Alemanya\|link=Selecció de futbol d'Alemanya\|{{#if:\|]]    | Fabio Gruber                            |
| 5  | DEF  | [[Fitxer:Flag of Germany.svg\|23x15px\|border \|alt=Alemanya\|link=Selecció de futbol d'Alemanya\|{{#if:\|]]    | Tim Drexler (cedit pel TSG Hoffenheim)  |
| 6  | MIG  | [[Fitxer:Flag of Germany.svg\|23x15px\|border \|alt=Alemanya\|link=Selecció de futbol d'Alemanya\|{{#if:\|]]    | Florian Flick                           |
| 9  | DAV  | [[Fitxer:Flag of Greece.svg\|23x15px\|border \|alt=Grècia\|link=Selecció de futbol de Grècia\|{{#if:\|]]        | Stefanos Tzimas (cedit pel Brighton)    |
| 10 | MIG  | [[Fitxer:Flag of Germany.svg\|23x15px\|border \|alt=Alemanya\|link=Selecció de futbol d'Alemanya\|{{#if:\|]]    | Julian Justvan                          |
| 14 | DAV  | [[Fitxer:Flag of Germany.svg\|23x15px\|border \|alt=Alemanya\|link=Selecció de futbol d'Alemanya\|{{#if:\|]]    | Benjamin Goller                         |
| 17 | MIG  | [[Fitxer:Flag of Germany.svg\|23x15px\|border \|alt=Alemanya\|link=Selecció de futbol d'Alemanya\|{{#if:\|]]    | Jens Castrop                            |
| 18 | MIG  | [[Fitxer:Flag of Germany.svg\|23x15px\|border \|alt=Alemanya\|link=Selecció de futbol d'Alemanya\|{{#if:\|]]    | Rafael Lubach                           |
| 19 | MIG  | [[Fitxer:Flag of Poland.svg\|23x15px\|border \|alt=Polònia\|link=Selecció de futbol de Polònia\|{{#if:\|]]      | Eryk Grzywacz (cedit pel VfL Wolfsburg) |
| 20 | MIG  | [[Fitxer:Flag of Germany.svg\|23x15px\|border \|alt=Alemanya\|link=Selecció de futbol d'Alemanya\|{{#if:\|]]    | Caspar Jander                           |
| 21 | DEF  | [[Fitxer:Flag of Turkey.svg\|23x15px\|border \|alt=Turquia\|link=Selecció de futbol de Turquia\|{{#if:\|]]      | Berkay Yılmaz (cedit pel SC Freiburg)   |
| 22 | DEF  | [[Fitxer:Flag of Germany.svg\|23x15px\|border \|alt=Alemanya\|link=Selecció de futbol d'Alemanya\|{{#if:\|]]    | Enrico Valentini                        |

| N. | Pos. | Nac. | Jugador                               |
| -- | ---- | --- | ------------------------------------- |
| 23 | DAV  | [[Fitxer:Flag of Germany.svg\|23x15px\|border \|alt=Alemanya\|link=Selecció de futbol d'Alemanya\|{{#if:\|]]                      | Janni Serra (cedit per l'Aarhus)      |
| 26 | POR  | [[Fitxer:Flag of Germany.svg\|23x15px\|border \|alt=Alemanya\|link=Selecció de futbol d'Alemanya\|{{#if:\|]]                      | Christian Mathenia                    |
| 28 | DAV  | [[Fitxer:Flag of France (1794–1815, 1830–1974).svg\|23x15px\|border \|alt=França\|link=Selecció de futbol de França\|{{#if:\|]]   | Janis Antiste (cedit pel US Sassuolo) |
| 30 | DAV  | [[Fitxer:Flag of Azerbaijan.svg\|23x15px\|border \|alt=Azerbaidjan\|link=Selecció de futbol de l'Azerbaidjan\|{{#if:\|]]          | Mahir Emreli                          |
| 31 | DEF  | [[Fitxer:Flag of Germany.svg\|23x15px\|border \|alt=Alemanya\|link=Selecció de futbol d'Alemanya\|{{#if:\|]]                      | Robin Knoche (capità)                 |
| 32 | MIG  | [[Fitxer:Flag of Germany.svg\|23x15px\|border \|alt=Alemanya\|link=Selecció de futbol d'Alemanya\|{{#if:\|]]                      | Tim Janisch                           |
| 33 | DEF  | [[Fitxer:Flag of Germany.svg\|23x15px\|border \|alt=Alemanya\|link=Selecció de futbol d'Alemanya\|{{#if:\|]]                      | Nick Seidel                           |
| 34 | DAV  | [[Fitxer:Flag of Germany.svg\|23x15px\|border \|alt=Alemanya\|link=Selecció de futbol d'Alemanya\|{{#if:\|]]                      | Dustin Forkel                         |
| 35 | MIG  | [[Fitxer:Flag of Germany.svg\|23x15px\|border \|alt=Alemanya\|link=Selecció de futbol d'Alemanya\|{{#if:\|]]                      | Simon Joachims                        |
| 36 | DAV  | [[Fitxer:Flag of Germany.svg\|23x15px\|border \|alt=Alemanya\|link=Selecció de futbol d'Alemanya\|{{#if:\|]]                      | Lukas Schleimer                       |
| 37 | POR  | [[Fitxer:Flag of Slovakia.svg\|23x15px\|border \|alt=Eslovàquia\|link=Selecció de futbol d'Eslovàquia\|{{#if:\|]]                 | Michal Kukučka                        |
| 38 | MIG  | [[Fitxer:Flag of Germany.svg\|23x15px\|border \|alt=Alemanya\|link=Selecció de futbol d'Alemanya\|{{#if:\|]]                      | Winners Osawe                         |
| 39 | POR  | [[Fitxer:Flag of Germany.svg\|23x15px\|border \|alt=Alemanya\|link=Selecció de futbol d'Alemanya\|{{#if:\|]]                      | Nicolas Ortegel                       |
| 44 | DEF  | [[Fitxer:Flag of the Czech Republic.svg\|23x15px\|border \|alt=Txèquia\|link=Selecció de futbol de la República Txeca\|{{#if:\|]] | Ondřej Karafiát                       |

### Jugadors històrics destacats
- Nicky Adler
- René Botteron
- Mišo Brečko
- Ànguelos Kharisteas
- Oktay Derelioglu
- Dennis Diekmeier
- Markus Feulner
- Rúrik Gíslason
- İlkay Gündoğan
- Makoto Hasebe
- Hiroshi Kiyotake
- Yuya Kubo
- Ersen Martin
- Peniel Mlapa
- Javier Pínola
- Dominik Reinhardt
- László Sepsi
- Samuel Slovák
- Björn Schlicke
- Markus Steinhöfer
- Róbert Vittek
- Tobias Werner